# Marienfeld
Marienfeld é uma localidade alemã, que integra o município de Gutersloh, no estado da Renânia do Norte-Vestfália.

## Localidade de estágios

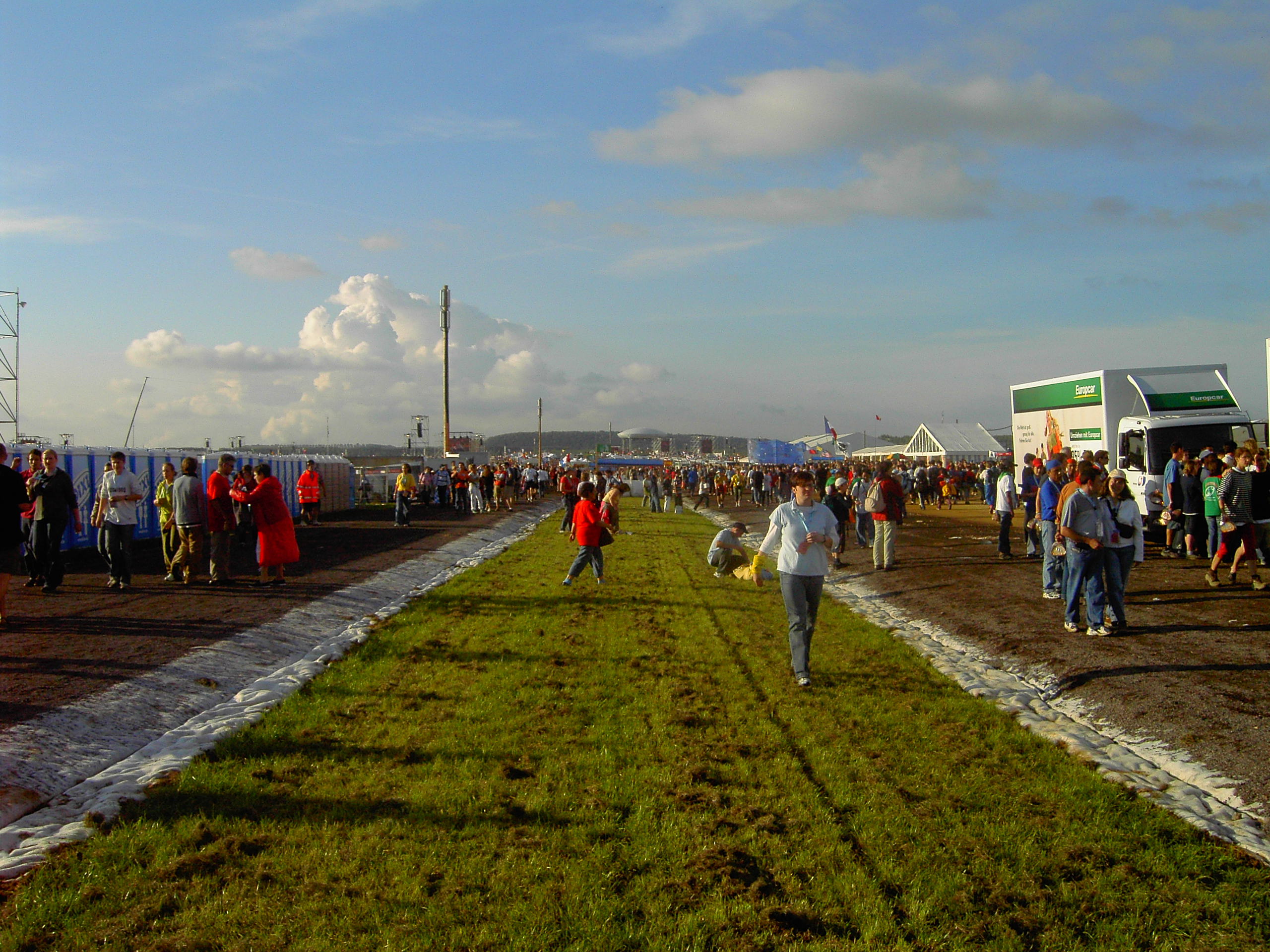
Marienfeld.

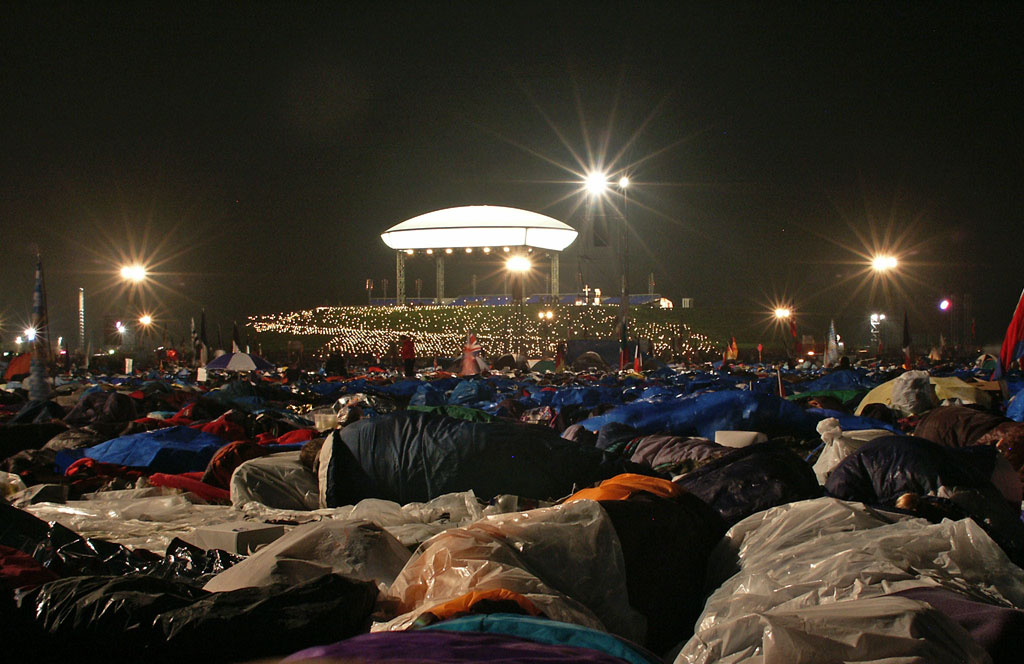
Marienfeld.

Marienfled tornou-se um nome comum em Portugal nos meses de junho e julho de 2006, graças à estadia da Seleção POrtuguesa de Futebol para a realização do Campeonato Mundial de Futebol de 2006, e onde já tem sido um hábito para a equipa do Futebol Clube do Porto fazer o seu estágio de pré-época.
A mesma cidade foi escolhida para o estágio da Seleção Portuguesa de Futebol durante o Campeonato Europeu de Futebol de 2024.
Também se tornou um nome muito famoso entre os Católicos porque em agosto de 2005 a cidade acolheu a noite de vigília pela XX Jornada Mundial da Juventude, que aconteceu na cidade de Colônia, com o Papa Bento XVI, onde quase um milhão de peregrinos e voluntários passaram a noite a céu aberto.